# 好市多
好市多公司（英語：Costco Wholesale Corporation）是全球第三大零售業者，全球第一大連鎖零售型倉儲式會員店，也是美国《財富》雜誌2023年全球五百大公司的第26名。1983年成立於美國華盛頓州西雅圖市，最早起源於1976年的Price Club公司。好市多在全球十二個國家設有超過800家的分店，其中大部分都位於美國境內，加拿大則是最大國外市場。全球企業總部設於華盛頓州伊瑟闊，並在鄰近的西雅圖設有旗艦店。
美国的好市多在元旦（新年）、复活节、阵亡将士纪念日、美国独立日、劳动节、感恩节、圣诞节的节日均暂停营业。亞洲地區則會根據當地的習俗來，如位於台灣的好市多則在農曆新年大年初一暫停營業及前一日除夕提前打烊。

## 歷史

### 公司起源

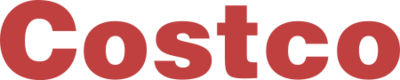
好市多於1990年早期的商標。

最早起源於1976年的Price Club公司。Price Club是由Sol Price公司於1976年在美國加州聖地牙哥創立的。好市多創辦人之一的Jim Sinegal曾在那裡工作過。
1983年9月15日，Jim Sinegal總結了自己在零售集團Sol Price下Price Club量販店的工作經驗，遂與一名西雅圖當地零售家族出身的律師Jeffrey Brotman在美國華盛頓州西雅圖市開設了好市多第一家倉儲量販店。當時的好市多的經營方式與Price Club非常相似。
1993年，兩家公司正式合併為PriceCostco（普來勝）公司。

### 公司正名
1997年更名為Costco Wholesale Corporation（好市多公司）。好市多公司是第一家在6年內從零銷售額成長到到30億美元的銷售額的公司。
在美国，好市多的主要竞争对手是山姆会员商店與BJ's Wholesale Club。現今的好市多總共雇用了19萬4千餘位的全職工作與兼職工作者。
在2012年8月31日結束的財政年度，這間公司的總銷售額達到破紀錄的970億6200萬餘美元，淨利達到17億9百萬美元。
好市多公司也是2021年財富美國500強的第12位。
2020年8月30日止，好市多總共擁有約1億550萬個會員。

## 商品販賣之形態

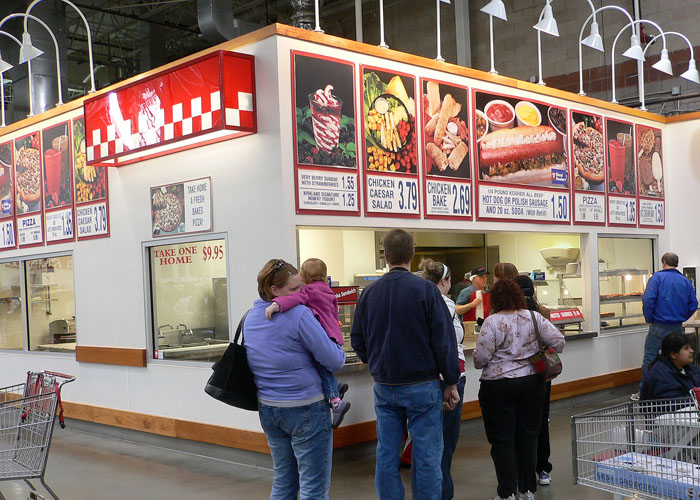
位於堪薩斯州歐弗蘭帕克的Costco倉庫的食品特許攤位

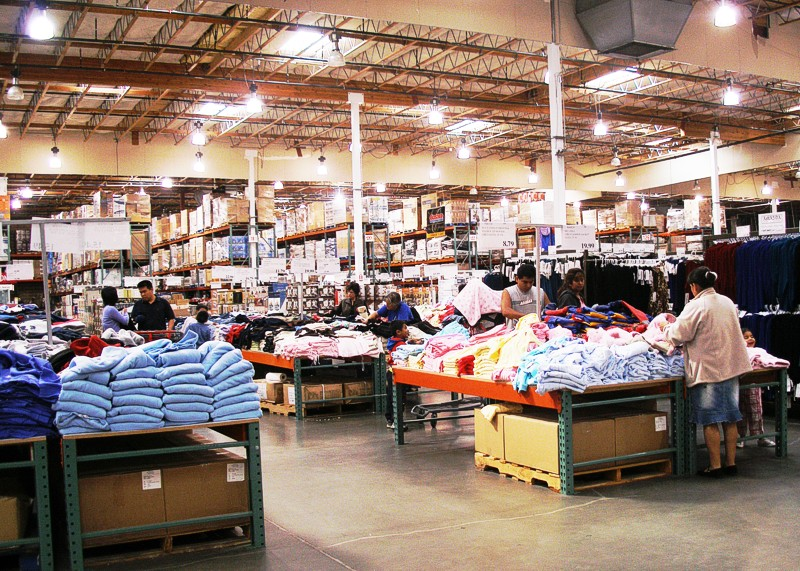
賣場内景

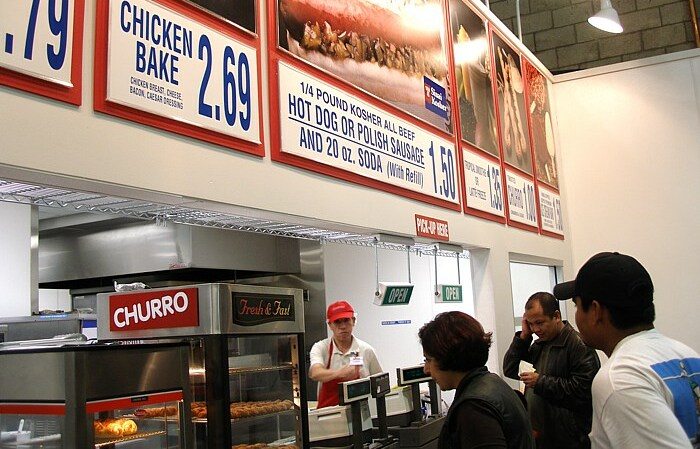
熱食區

好市多除了倉儲式的銷售方式為特色之外，營利方式都在於以低價格提供高品質的商品，與同業相比動輒數萬種品類，好市多採取精心挑選更少而較實用的熱門銷售商品、與排行榜靠前的名牌貨，店內品項種類僅約數千種，上架時間亦不超過數週，針對此類項目大量進貨來壓低成本，因此零售價可以壓低。同時也都向會員收取小額的年費，這也是主要的利潤來源，高服務和價格上的回饋成功迎合了小型企業主與一般家庭大量採買的喜好。
過去幾年來，好市多已逐漸擴展其產品種類和服務。過去只偏向販售盒裝或箱裝的產品，只需拆開包裝就能上架，而最近開始販賣其他多元化的產品，如蔬果、肉類、乳製品、海鮮、保健食品、健身用品、烘焙食物、花、服飾、書籍、軟體、家用電器、珠寶、藝術、酒類和家具，同時對於複雜的電子產品則提供專門的協助客服人員、以及大型設備的安裝服務。許多分店還設置輪胎維修服務、藥局、眼科診所、照片沖洗服務和加油站。
绝大部分好市多会有独立的烘焙屋贩售披萨、奶昔、及各种软饮料。同時還有標誌性的好市多熱狗與好市多烤雞。好市多的熟食產品線與同業不同，零售一般專注在廣泛採購業務，從不同畜牧業者那邊進貨，便可從降價競爭的雞場採購控制成本，並加工提供不同等級和部位的雞肉，好市多卻採許垂直整合自營好市多養雞場，也只銷售好市多的幾款雞肉產品，使得雞隻的成本極度壓低，即使如此很多熟食產品甚至仍繼續降價，透過在賣場賠本出售餐點的方式，吸引客人持續回流。
一些分店會將酒類產品獨立成一店舖，為了遵循當地的菸酒類管理法。在美國某些州（如德克薩斯州），賣酒的店舖必須由不同的公司和員工販售。另外美國好市多根據自有規定，所有州的店內都沒有販賣彈藥，但有些門店有槍櫃可以選購。在大麻合法的州份，有些架上產品可能含有少量大麻成分。
好市多也擔任投資經紀人和旅行社的角色，也引進汽車銷售計畫，會員可直接以特別的價格購買新車。好市多也與阿默普萊斯金融（Ameriprise Financial）合作提供汽車和家庭保險。比較特別的是，好市多美國同時提供小型企業開業與經營的各種個性化服務。
2004年好市多在其網站上販賣畢卡索的複製畫作。

### 自有品牌

好市多自有品牌產品（Kirkland Signature）的商標。

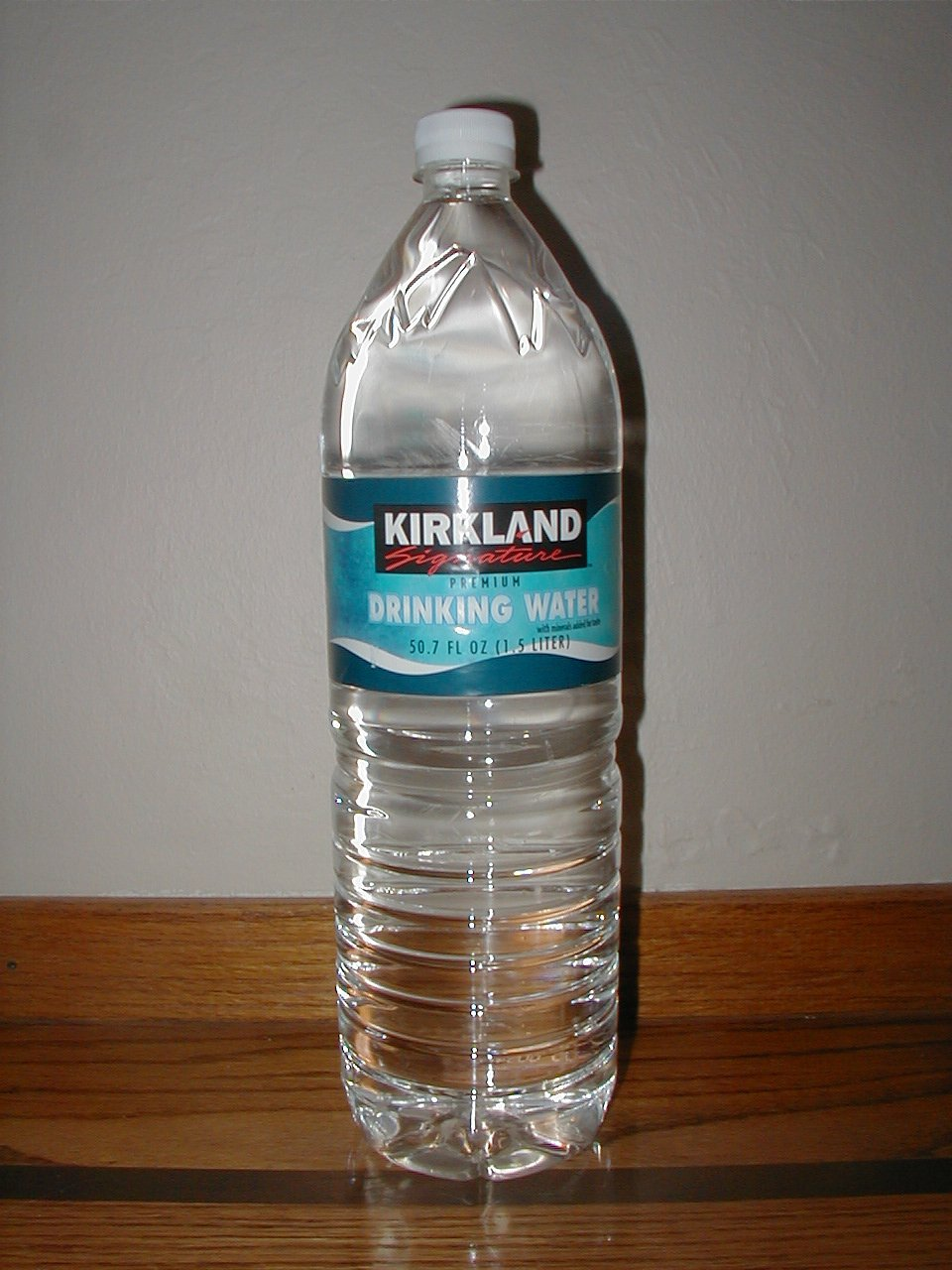
好市多自有品牌產品Kirkland Signature的瓶裝水

「Kirkland Signature」是好市多的自有品牌，其名稱來自於好市多在1987年至1996年的總部地點華盛頓州的科克蘭（Kirkland），於1995年創立，在好市多販賣品項中，在超高品質合理價格的佈局策略中，品牌主要目標是提供價格低廉且品質良好的產品，以廉價取勝，kirkland產品種類範圍從成衣、電池、生活用品、飲料到保健食品皆有涵蓋，受到消費者相當高的評價，其主打的民生用品，出品的食品及饮料品质很好，但制造品多数是中階的，主要是提供廉价但品質尚可的選擇。

## 分店
截至2025年7月，好市多在全球總共有 905 家分店，如下分佈：
- 美国（包括 波多黎各）（624家）
- 加拿大（109家）
- 墨西哥（41家）
- 日本（37家）
- 英国（29家）
- （19家）
- （15家）
- 臺灣（14家）
- 中国大陆（7家）
- 西班牙（5家）
- 法國（2家）
- 冰島（1家）
- 新西兰（1家）
- 瑞典（2家）[11]

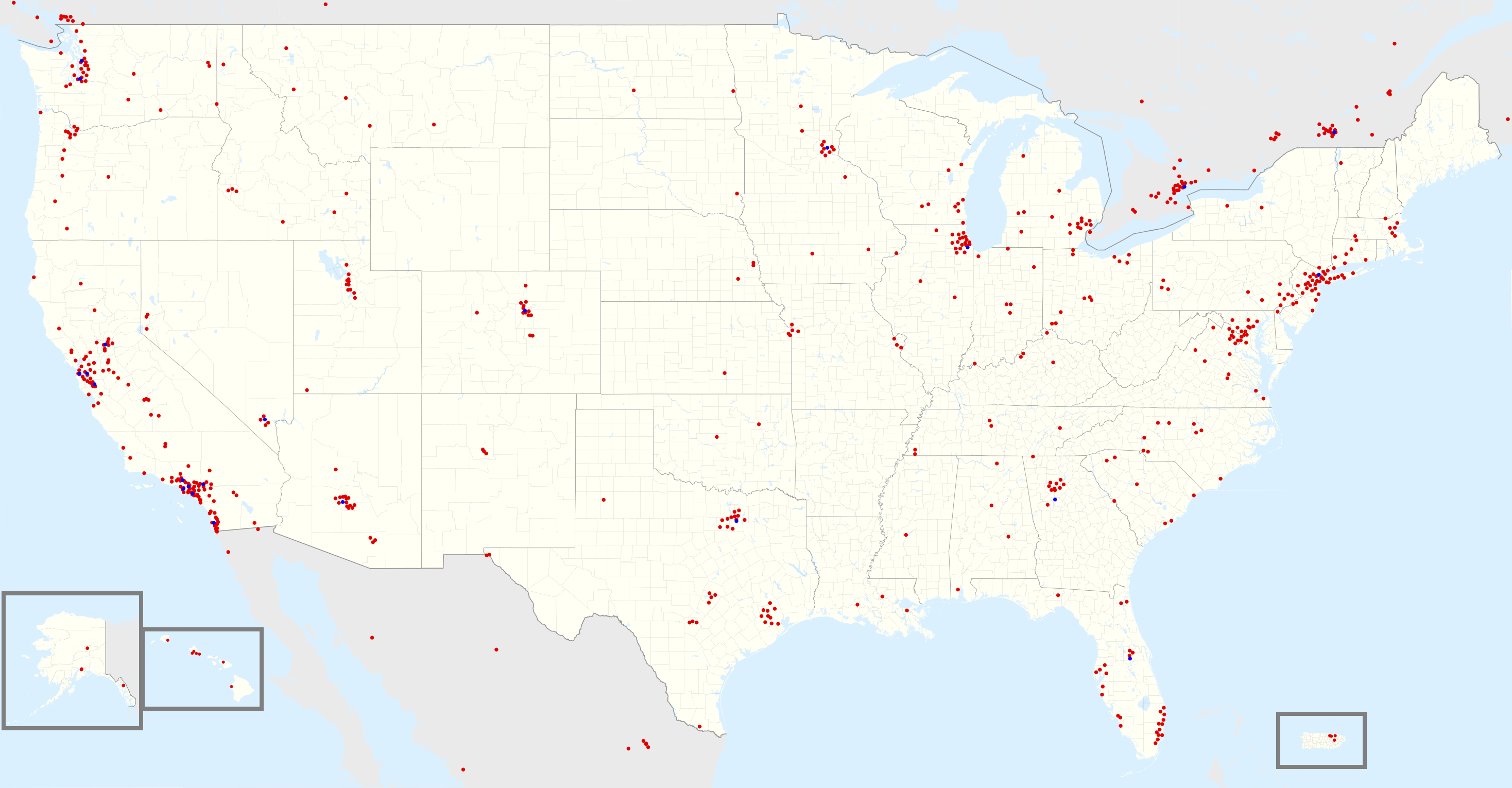
2021年美國分店分佈圖

除分店外，好市多也設立了電子商務網站，如下所示：
- 美国
- 加拿大
- 英国
- 墨西哥
- 臺灣
- 日本
- [12]

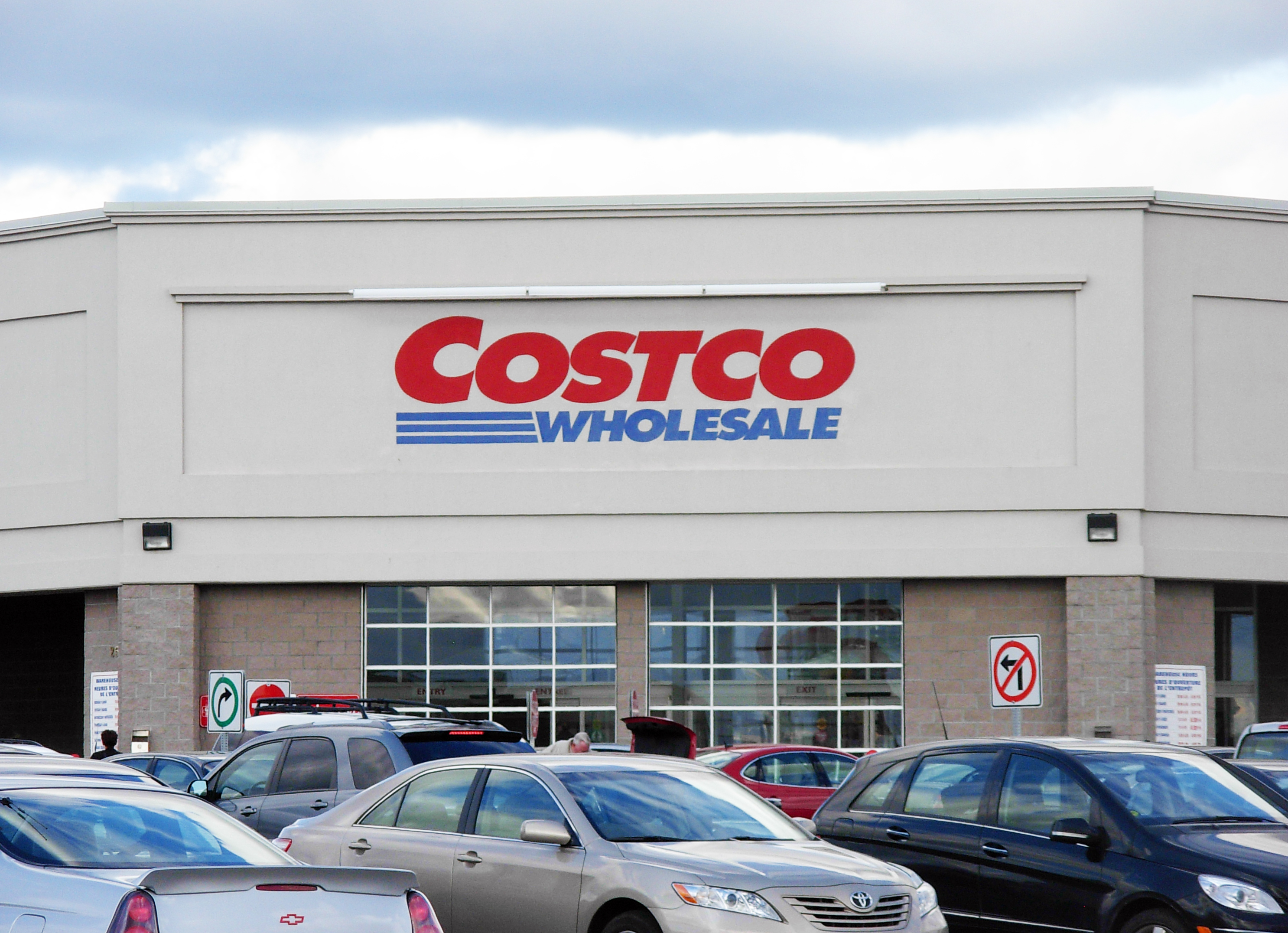
位於加拿大新布藍茲維省蒙克頓的好市多
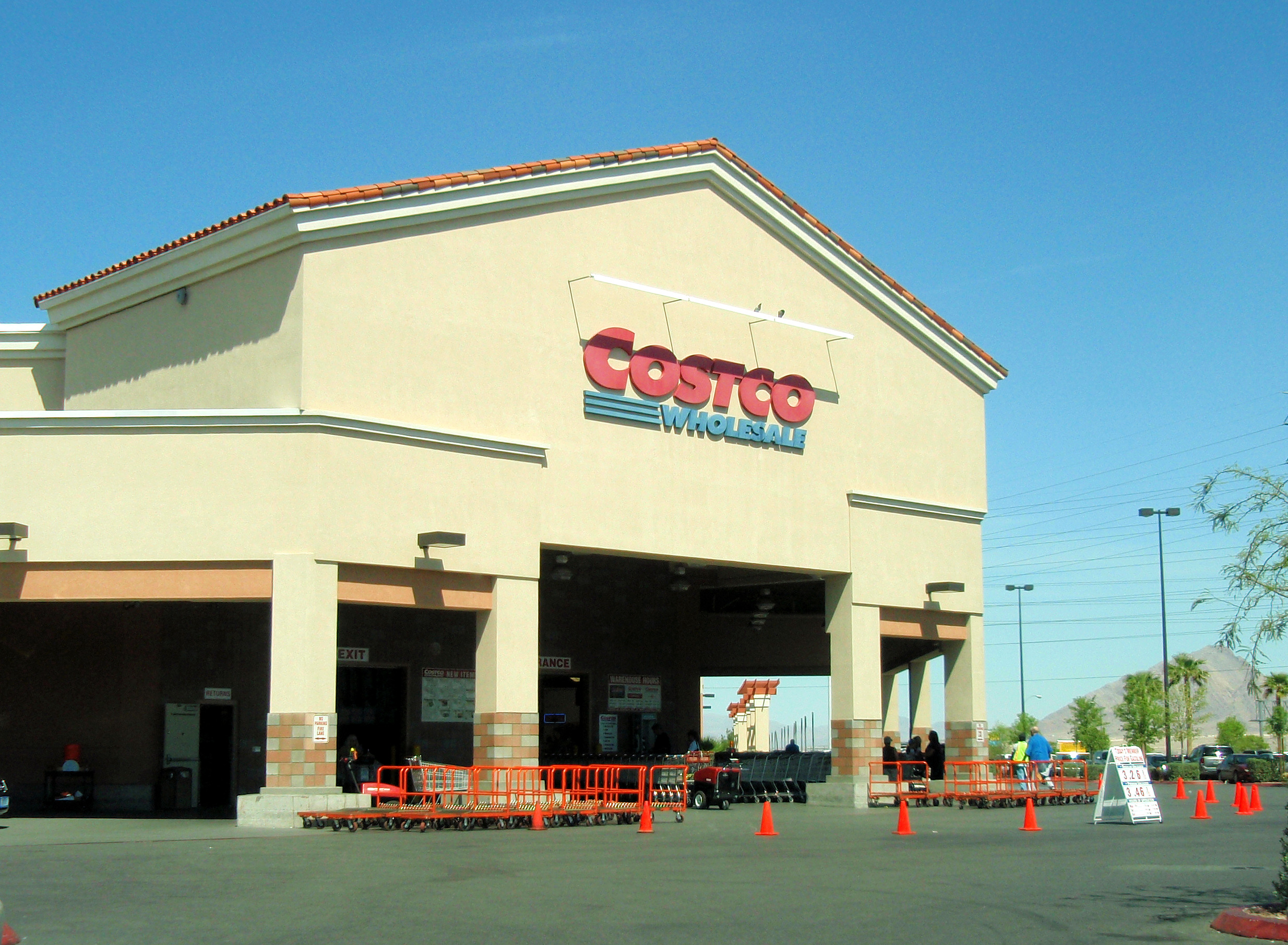
位於美國內華達州亨德森的好市多入口
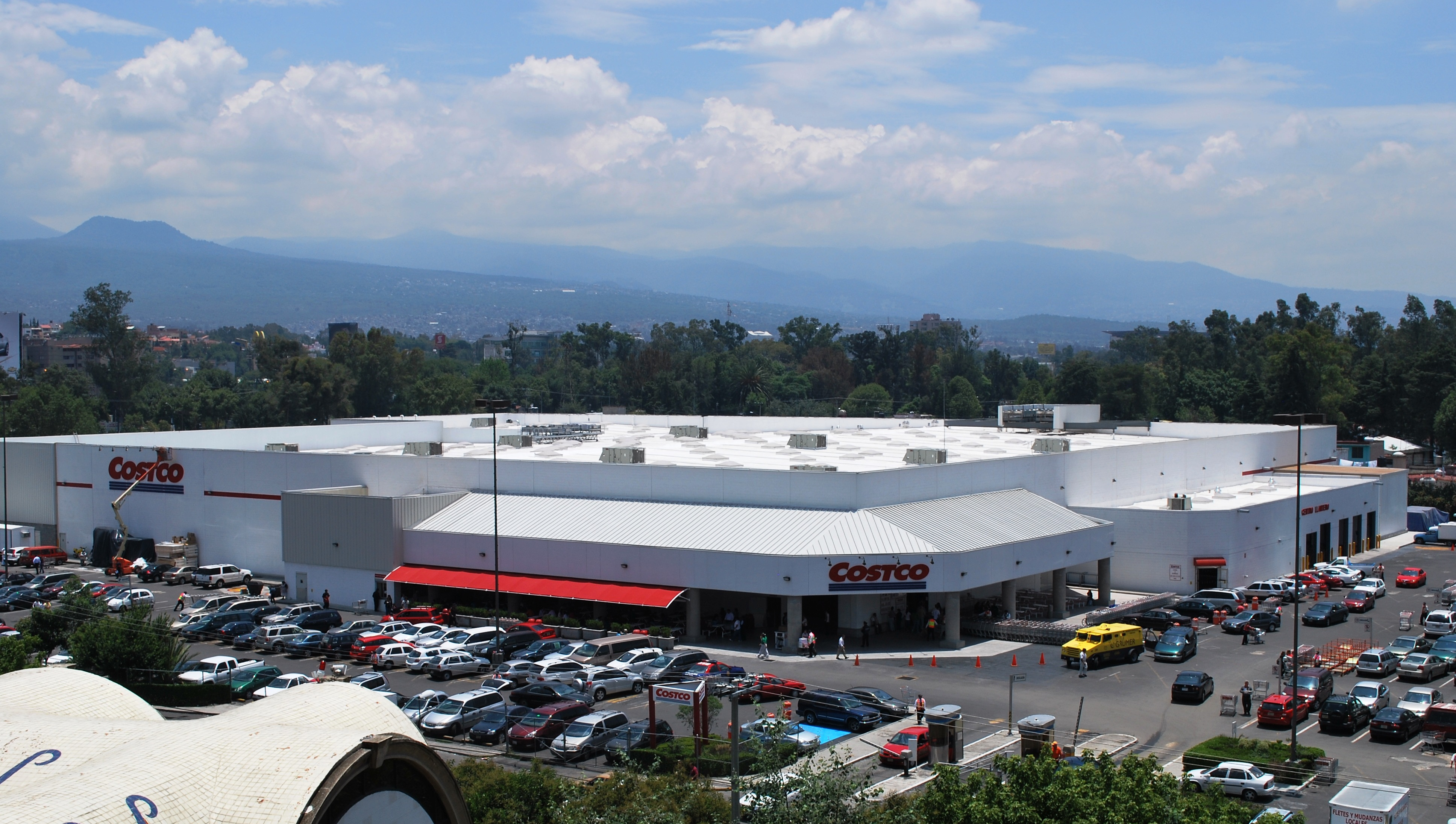
位於墨西哥墨西哥城的好市多

### 
1994年10月，於韓國漢城（今首爾）開設亞洲第一家賣場。

### 臺灣
臺灣好市多在1996年由高雄大統集團與好市多美國母公司合資公司成立「好市多股份有限公司」（Costco President Taiwan, Inc.），總公司設於高雄。2022年7月好市多美國母公司收購大統集團持有股份，成為臺灣首家純外資持股的量販店。
1997年1月，臺灣第一家好市多在高雄市前鎮區開幕，至目前好市多在台灣擁有14家量販店。
好市多也是臺灣唯一收取會員費的量販店，一張金星正卡會員費用最初為年費新臺幣1,200元整（包括一張副卡）；2016年9月金星卡從原先的1,200元漲至1,350元，商業主卡從1,000元漲到1,150元，商業副卡從500元漲至900元。線上申辦會員卡目前接受台北富邦銀行COSTCO聯名卡以及其他信用卡付款。
臺灣好市多實體賣場目前只接受台北富邦銀行COSTCO聯名卡及其行動支付（如：Costco Pay、 Apple Pay、Google Pay、Samsung Pay）、美國/加拿大/墨西哥/韓國/日本/中國COSTCO聯名卡及現金付款。線上購物則如前所述，但不接受現金，亦暫不支援台北富邦聯名卡各式行動支付。
臺灣好市多加油站只接受台北富邦銀行COSTCO聯名卡及其行動支付。
臺灣好市多線上購物目前接受澳洲、法國、冰島、日本、墨西哥、韓國、西班牙與英國（不含訂閲制線上會員）的Costco有效會員進行註冊，其他國家暫未開放。
臺灣好市多聯名卡自2023年8月8日起，改與台北富邦銀行合作，僅能使用台北富邦銀行發行之聯名卡消費，該日之前係與國泰世華銀行合作。

#### 據點
| 縣市   | 行政區 | 名稱             | 圖片 | 地址                        | 開幕           | 備註 |
| ------ | ------ | ---------------- | ---- | --------------------------- | -------------- | --- |
| 台北市 | 內湖區 | 內湖店           |      | 台北市內湖區舊宗路一段268號 | 1999年7月      | 面積1.02萬坪，位於量販店眾多的舊宗路商圈，鄰近家樂福內湖店、三立電視、大潤發內湖店、宜家家居內湖店、迪卡儂內湖旗艦店、特力家居台北傢俱館、堤頂交流道。                    |
| 台北市 | 北投區 | 北投店           |      | 台北市北投區立德路117號     | 2016年4月      | 面積1.13萬坪，台北捷運淡水信義線關渡站、忠義站附近。 |
| 新北市 | 新莊區 | 新莊店           |      | 新北市新莊區建國一路138號   | 2017年1月      | 面積1.04萬坪，台北捷運中和新蘆線輔大站附近，附設加油站，於2022年3月26日試營運、3月31日開幕。                                                                              |
| 新北市 | 中和區 | 中和店           |      | 新北市中和區中山路二段347號 | 2005年1月      | 面積1.15萬坪，臺北捷運環狀線橋和站與中和站之間。 |
| 新北市 | 汐止區 | 汐止店           |      | 新北市汐止區大同路一段158號 | 2000年1月      | 面積8373坪，位於大同路及新台五路交叉口，鄰近新台五路交流道。 |
| 桃園市 | 蘆竹區 | 南崁店           |      | 桃園市蘆竹區南崁路一段369號 | 2012年8月      | 面積9,708坪，鄰近台茂購物中心。 |
| 桃園市 | 中壢區 | 中壢店           |      | 桃園市中壢區民族路六段508號 | 2015年8月      | 面積7,389坪，附設加油站，於2017年2月26日試營運、3月2日開幕 |
| 新竹市 | 東區   | 新竹店           |      | 新竹市東區慈雲路188號       | 2009年7月      | 面積1.36萬坪，鄰近新竹交流道。 |
| 臺中市 | 南屯區 | 臺中店           |      | 台中市南屯區文心南三路289號 | 2007年11月     | 面積1.47萬坪，鄰近臺中捷運綠線豐樂公園站、迪卡儂台中旗艦店、秀泰生活台中文心店。                                                                                          |
| 臺中市 | 北屯區 | 北台中店         |      | 台中市北屯區敦富路366號     | 2020年11月20日 | 面積1.34萬坪，位在台中捷運綠線北屯總站對面；附設加油站，於2020年10月19日試營運，於2020年10月23日開幕亦鄰近臺中捷運綠線舊社站、總站夜市、北屯機廠，距台鐵松竹車站約1.1km。 |
| 嘉義市 | 東區   | 嘉義店           |      | 嘉義市東區忠孝路668號       | 2013年8月      | 面積8,096坪，台鐵嘉北車站斜對面附近，鄰近特力屋嘉義店、HOLA特力和樂嘉義店、嘉義基督教醫院、耐斯廣場。                                                                     |
| 台南市 | 北區   | 台南店           |      | 台南市北區和緯路四段8號     | 2011年8月      | 面積1.26萬坪，鄰近特力屋文賢店、UNIQLO文賢店。 |
| 高雄市 | 前鎮區 | 高雄店           |      | 高雄市前鎮區中華五路656號   | 1997年1月      | 面積9,598坪，高雄捷運紅線獅甲站、高雄環狀輕軌經貿園區站附近，鄰近家樂福成功店、宜家家居高雄店、MLD台鋁生活商場、統一夢時代購物中心。                                      |
| 高雄市 | 鼓山區 | 北高雄（大順）店 |      | 高雄市鼓山區大順一路111號   | 2011年8月      | 面積1.06萬坪，高雄環狀輕軌新上國小站旁邊，鄰近義享天地。 |
| 高雄市 | 前鎮區 | 南高雄店         |      | 高雄市前鎮區                | 待定           | 接替租約到期之高雄店。 |

### 日本
日本法人在神奈川縣川崎市川崎區設立，Costco 轉換片假名為コストコ。1999年4月23日，在福岡縣糟屋郡久山町開設在日本的第一家賣場久山倉庫店。截至2022年10月時，在日本全國各地已經開了31家賣場。

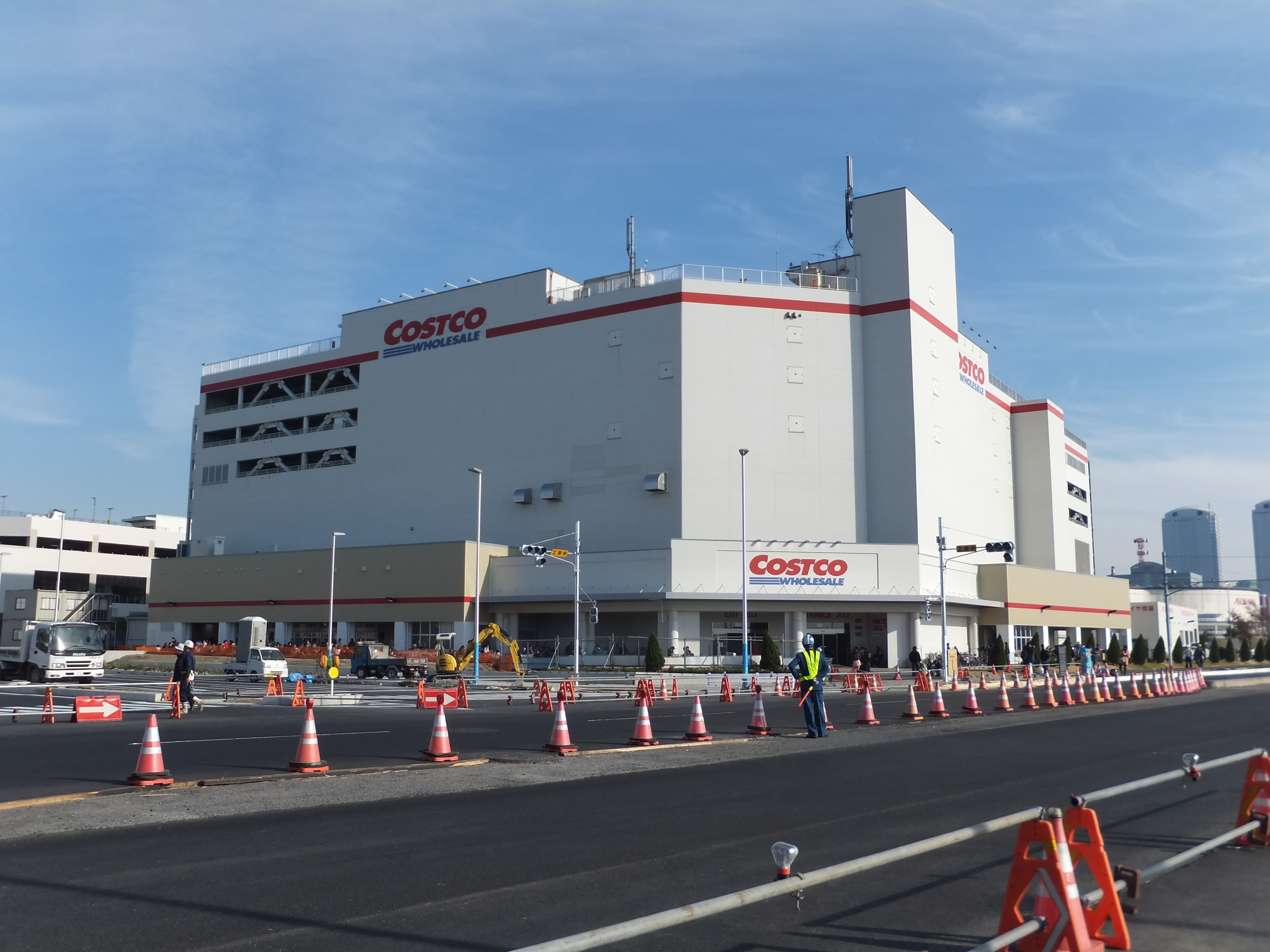
幕張倉庫店（千葉市美浜區）
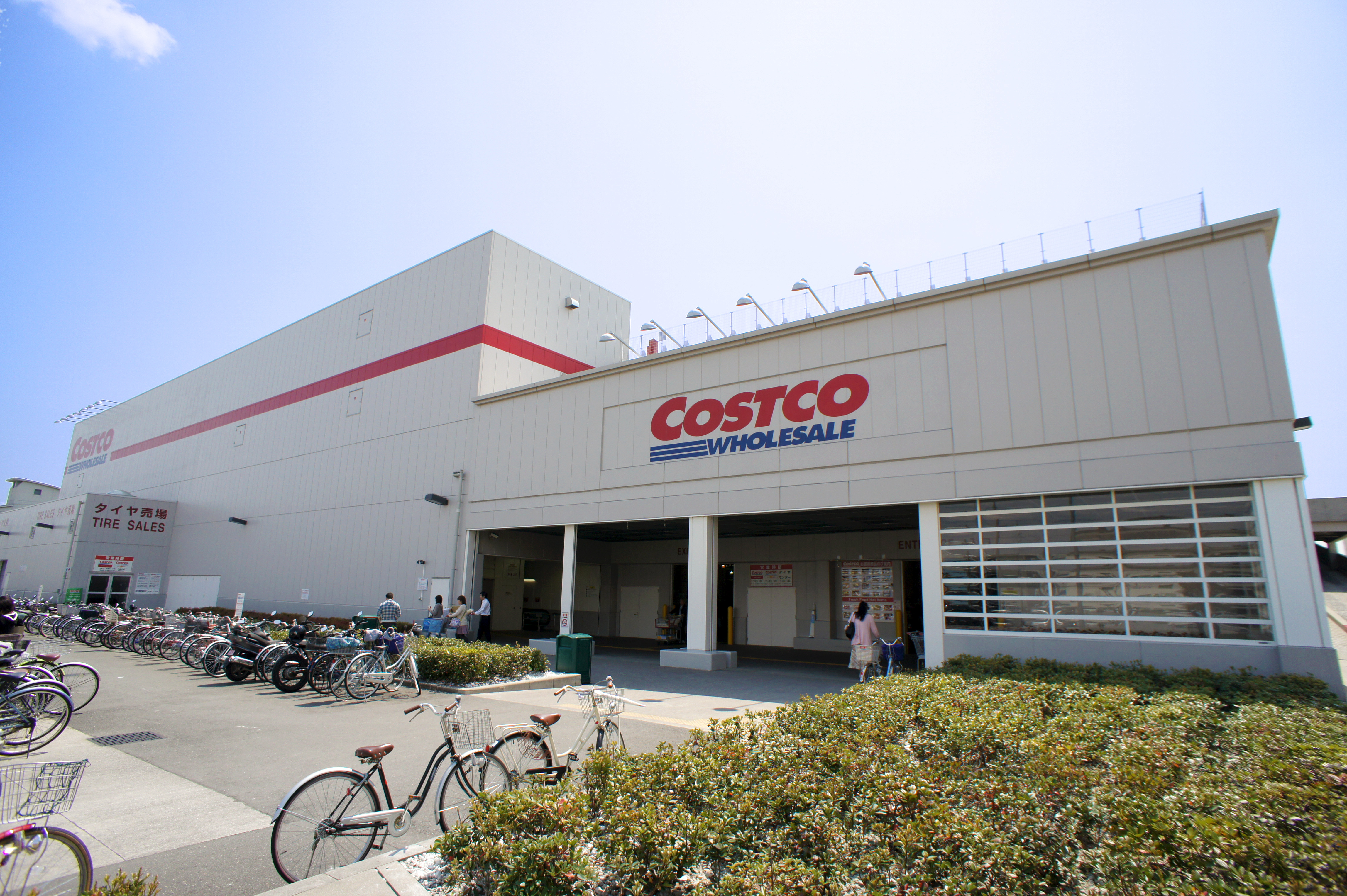
尼崎倉庫店（兵庫縣尼崎市）
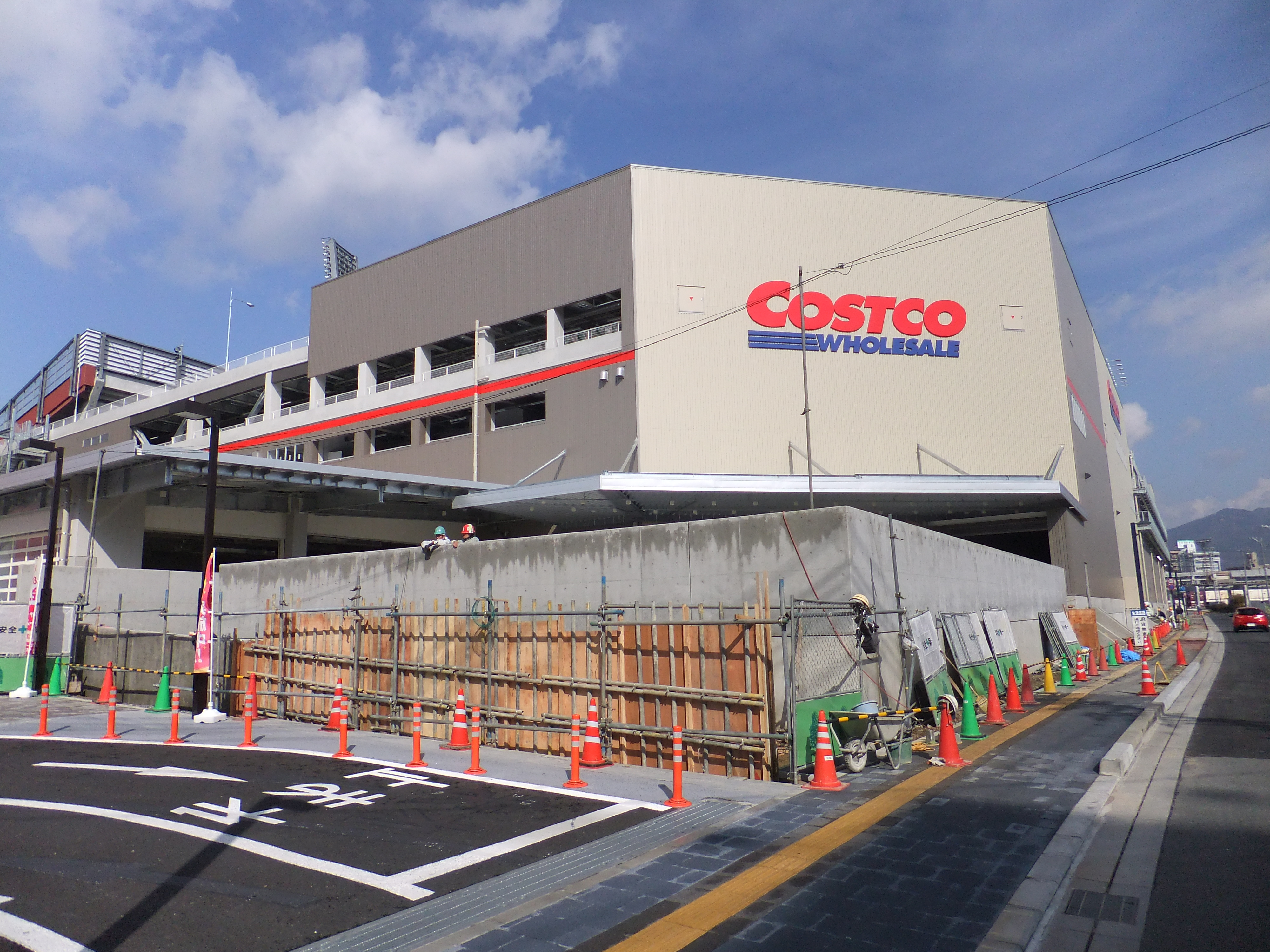
廣島倉庫店（廣島市南區）
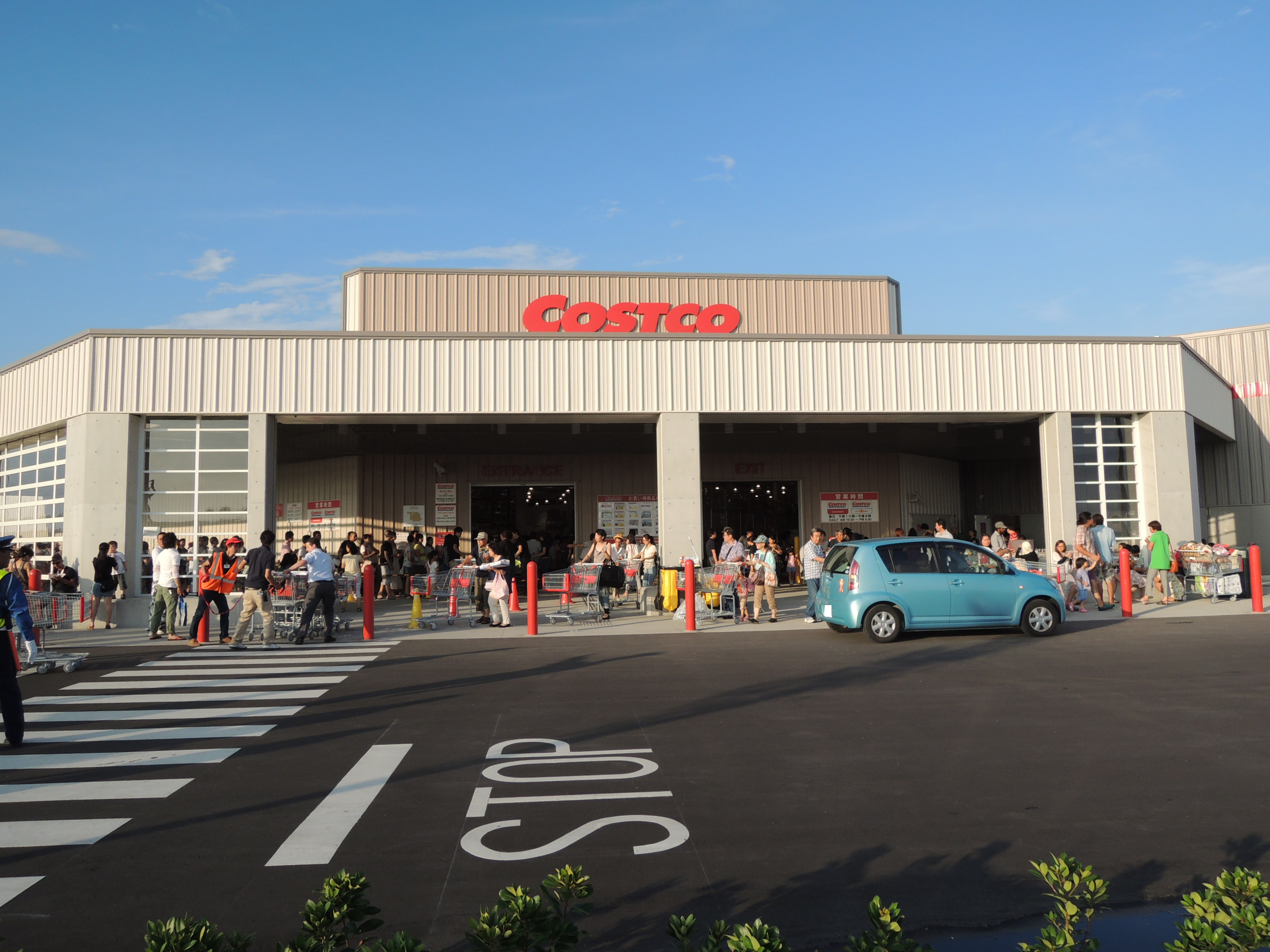
中部空港倉庫店（愛知縣常滑市）
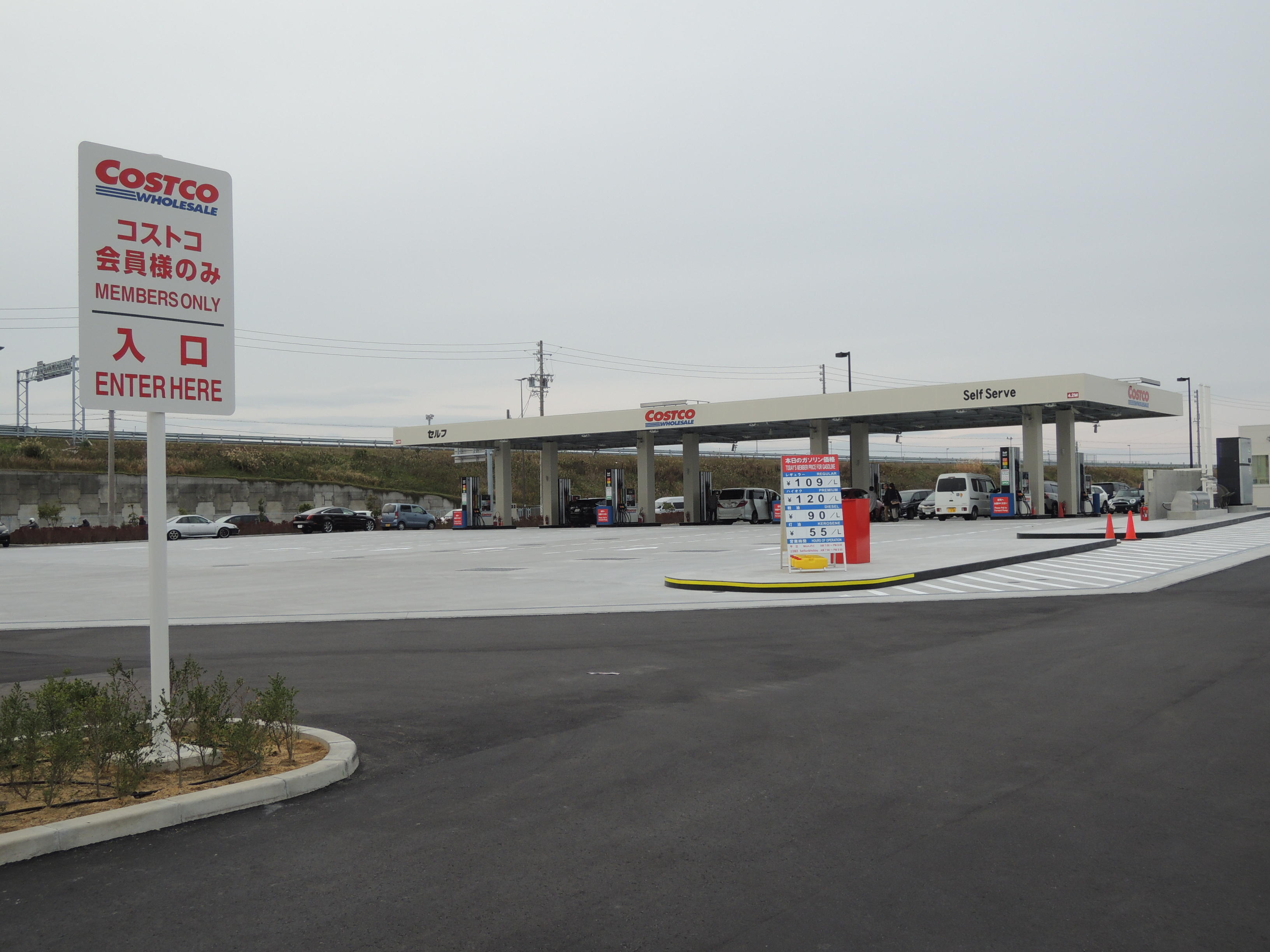
中部空港倉庫店的加油站
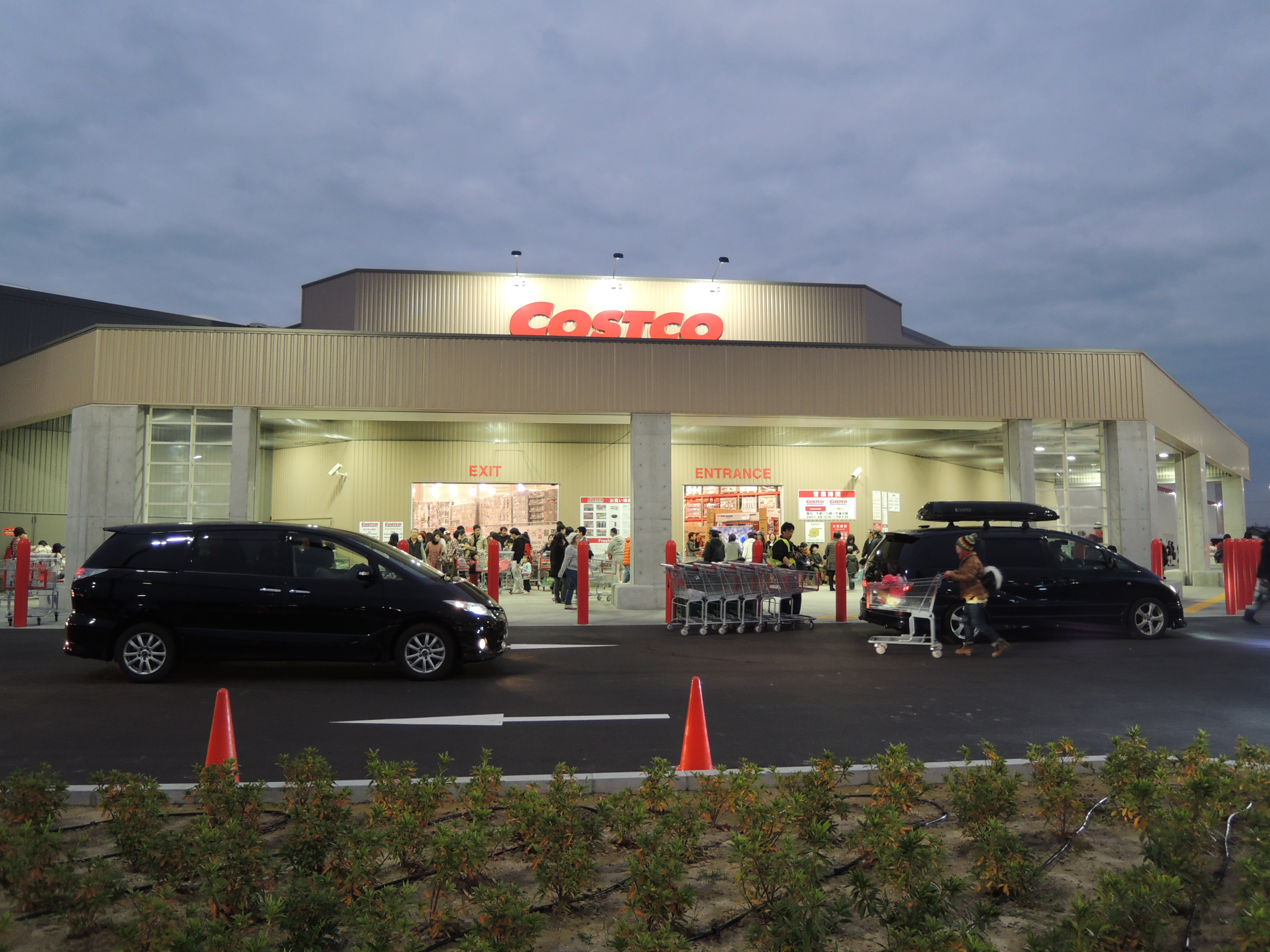
岐阜羽島倉庫店（岐阜縣羽島市）

| 縣市     | 名稱             | 地址                                                                       |
| -------- | ---------------- | -------------------------------------------------------------------------- |
| 北海道   | 札幌倉庫店       | 北海道札幌市清田区美しが丘１条９丁目３−１                                  |
| 北海道   | 石狩倉庫店       | 北海道石狩市新港南２丁目７３３−１                                          |
| 宮城県   | 富谷倉庫店       | 宮城県富谷市高屋敷２６                                                     |
| 群馬縣   | 前橋店           | 379-2141 群馬縣前橋市鶴光路町137-2                                         |
| 群馬縣   | 群馬明和店       | 370-0712 群馬縣邑楽郡明和町矢島35-1                                        |
| 東京都   | 多摩境店         | 194-0215 東京都町田市小山ヶ丘3-6-1                                         |
| 埼玉縣   | 入間店           | 358-0014 埼玉縣入間市宮寺3169-2                                            |
| 埼玉縣   | 新三郷店         | 341-0009 埼玉縣三郷市新三郷ららシティ3-1-2                                 |
| 富山縣   | 射水店           | 939-0322 富山縣射水市上野1001番                                            |
| 神奈川縣 | 座間店           | 252-0004 神奈川縣座間市東原1-13-3                                          |
| 神奈川縣 | 川崎店           | 210-0832 神奈川縣川崎市川崎区池上新町3-1-4                                 |
| 神奈川縣 | 金沢シーサイド店 | 236-0003 神奈川縣横浜市金沢区幸浦 2-6                                      |
| 愛知縣   | 守山店           | 463-0002 愛知縣名古屋市守山区中志段味特定土地区画整理組合地区内70街区1-1   |
| 栃木縣   | 壬生店           | 321-0201 栃木縣下都賀郡壬生町大字安塚3360                                  |
| 福岡縣   | 北九州店         | 807-0807 福岡縣北九州市八幡西区本城学研台1-2-12                            |
| 福岡縣   | 久山店           | 811-2502 福岡縣糟屋郡久山町大字山田字高柳1152-1【トリアス久山 西ゾーン内】 |
| 岐阜県   | 羽島店           | 岐阜県羽島市上中町長間２４２２−１                                          |
| 静岡県   | 浜松店           | 静岡県浜松市中央区上西町１０２０−２８                                      |
| 広島県   | 広島店           | 広島県広島市南区南蟹屋２丁目３−４                                          |
| 熊本県   | 熊本御船倉庫店   | 熊本県上益城郡御船町小坂 字宮田689-1                                       |
| 沖縄県   | 沖縄南城倉庫店   | 沖縄県南城市つきしろ IC南土地区画整理事業地内1街区1                        |

### 
2009年8月於澳洲墨爾本開設賣場。

### 中国大陆
2014年10月，好市多正式宣布與中國阿里巴巴集团合作，在其旗下著名電商品牌天猫国际开设其官方旗舰店，将食品和保健品等自有品牌產品推进中華人民共和國市场。同年10月12日至14日，在他們的杭州總部頭兩天的開幕式上就收到了一萬份訂單，包括三噸的Kirkland品牌堅果、以及1.5噸的蔓越莓乾。
2019年8月27日，中華人民共和國首家好市多實體店正式開幕，並以「開市客」為中國之官方名稱，金卡年費为299元人民币，官方表示已經有數萬名會員加入。开幕当日獲得超預期的顧客，造成周边道路出现拥堵，店內亦出现较大客流量，导致当日下午卖场暂停营业，开市客開業以來實屬首次。翌日，开市客依然人潮眾多，罕見决定对入场人数进行管制，卖场内瞬时客流限2000人。
2021年12月8日，中華人民共和國第二家门店蘇州店開幕。好市多預計将在中華人民共和國的北京、广州、深圳、杭州、南京、武汉、重庆、成都、西安、青岛等地设立门店。
2023年3月10日，中華人民共和國第三家門店浦東新店開幕。
2023年6月10日，中華人民共和國第四家門店宁波店於鄞州區开幕，亦为浙江省首家门店。著眼於疫情後消費的復甦，同時確定開業的還有深圳、杭州等城市，其中深圳店是华南区首店。
2023年8月26日，中華人民共和國第五家門店杭州首店於蕭山區開業。
2024年1月12日，中華人民共和國第六家門店深圳首店於龍華區開業。
2024年5月28日，中華人民共和國第七家門店南京江宁区店開幕。

#### 據點
- 上海閔行店（2019年8月27日開幕，上海市閔行區朱建路235號）
- 蘇州店（2021年12月8日開幕，江蘇省蘇州市高新區城際路9號）
- 上海浦東店（2023年3月10日開幕，上海市浦東新區康新公路5178号）
- 寧波店（2023年6月10日開幕，浙江省寧波市鄞州區首南东路1998号）
- 杭州店（2023年8月26日開幕，浙江省杭州市蕭山區鸿达路63号）
- 深圳龙华店（2024年1月12日開幕，广东省深圳市龙华区民治街道民达路68号）
- 南京江宁店（2024年5月28日開幕，江苏省南京市江宁区吉印大道3788号）

## 爭議

### 於亞洲使用籠飼雞蛋
好市多因在亞洲購物中心裡販售籠飼雞蛋而備受批評，它是台灣唯一尚未公開承諾停止使用籠飼雞蛋的大型超市，其競爭對手大潤發是台灣市場率先考慮販售放養雞蛋的零售商。 2019年11月，大型超市巨頭家樂福（Carrefour）承諾在台灣落實100％放養計劃。
好市多讓美國和歐洲的消費者能夠選擇購買放養雞蛋，並聲稱致力於「五種動物的自由」，其中包括「免於不適並隨時都能自然表現本能」 。 但是，許多研究得出的結論是，籠中飼養的母雞本能不能表現，例如張開翅膀或沐浴灰塵。
由於好市多無法公開承諾在台灣和亞洲分店販售放養雞蛋，引起許多人指責好市多歧視亞洲消費者且支持虐待動物。
好市多在2020年12月宣布，他們將在全球分店禁止籠養雞蛋。好市多亦將成為第一家美國零售商發布在全球供應鏈中限制籠養動物的政策。好市多的財務規劃和投資者關係總監Josh Dahmen亦表示「我們正在朝著非籠養雞蛋的方向進行過渡。 隨著時間的流逝，我們將繼續提高百分比，目標是最終達到百分百。」

### 臺灣分店食安風暴
2023年4月，好市多熱門商品「科克蘭冷凍三種綜合莓」被驗出A型肝炎病毒。
2023年8月，好市多販售的美國進口「精選乾酪綜合包」有農藥殘留。

## 外部連結

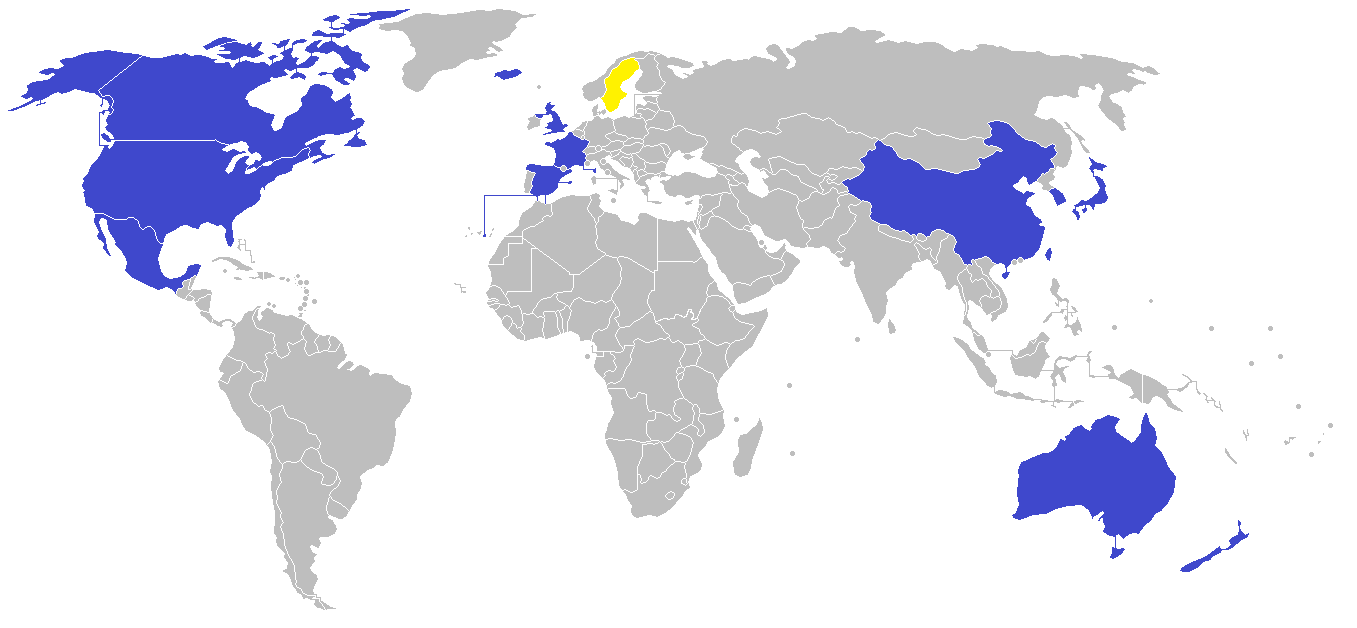
好市多全球據點分布(藍色為現有據點，黃色為計劃中地點)

自1997年啟用的好市多商標

- （英文）Welcome to Costco Wholesale（美國）（页面存档备份，存于）
  - Costco的Facebook專頁（英文）
- （简体中文）首页  Costco China 開市客（中国）线上购物（页面存档备份，存于）
- （繁體中文）首頁  Costco Taiwan 好市多（台灣）線上購物（页面存档备份，存于）
  - 台灣公司資料 （页面存档备份，存于）
  - 台灣好市多的Facebook專頁
  - 台灣好市多的Instagram帳戶
  - YouTube上的Costco Taiwan 好市多（台灣）頻道